# Monumento ai caduti (Savona)
Il Monumento ai Caduti della città di Savona si trova in Piazza Goffredo Mameli, piazza centrale della città.

## Descrizione
L'opera è posta su un piedistallo in sienite della Balma ed è stata realizzata con il bronzo ricavato dalla fusione di alcuni cannoni della grande guerra. Ai lati del monumento due gruppi di figure simboleggiano l'inizio (24 maggio 1915), rappresentato da un veterano seduto e da un soldato in partenza per il fronte, e la fine della guerra (4 novembre 1918) con la sua conclusione vittoriosa ma soprattutto i suoi lutti, raffigurata da un'anziana donna che piange il figlio morto al fronte e seduta ai suoi piedi la giovane nuora con il figlioletto in braccio. 
Al centro del monumento quattro grandi figure sorreggono una campana, copia della storica "Campanassa" del comune di Savona, che ogni giorno alle 18 batte 21 rintocchi (uno per lettera di alfabeto) in memoria delle vittime di tutte le guerre. Durante questa quotidiana commemorazione, il traffico stradale e pedonale della piazza e delle vie limitrofe si ferma per un minuto, in segno di rispetto.

## Storia

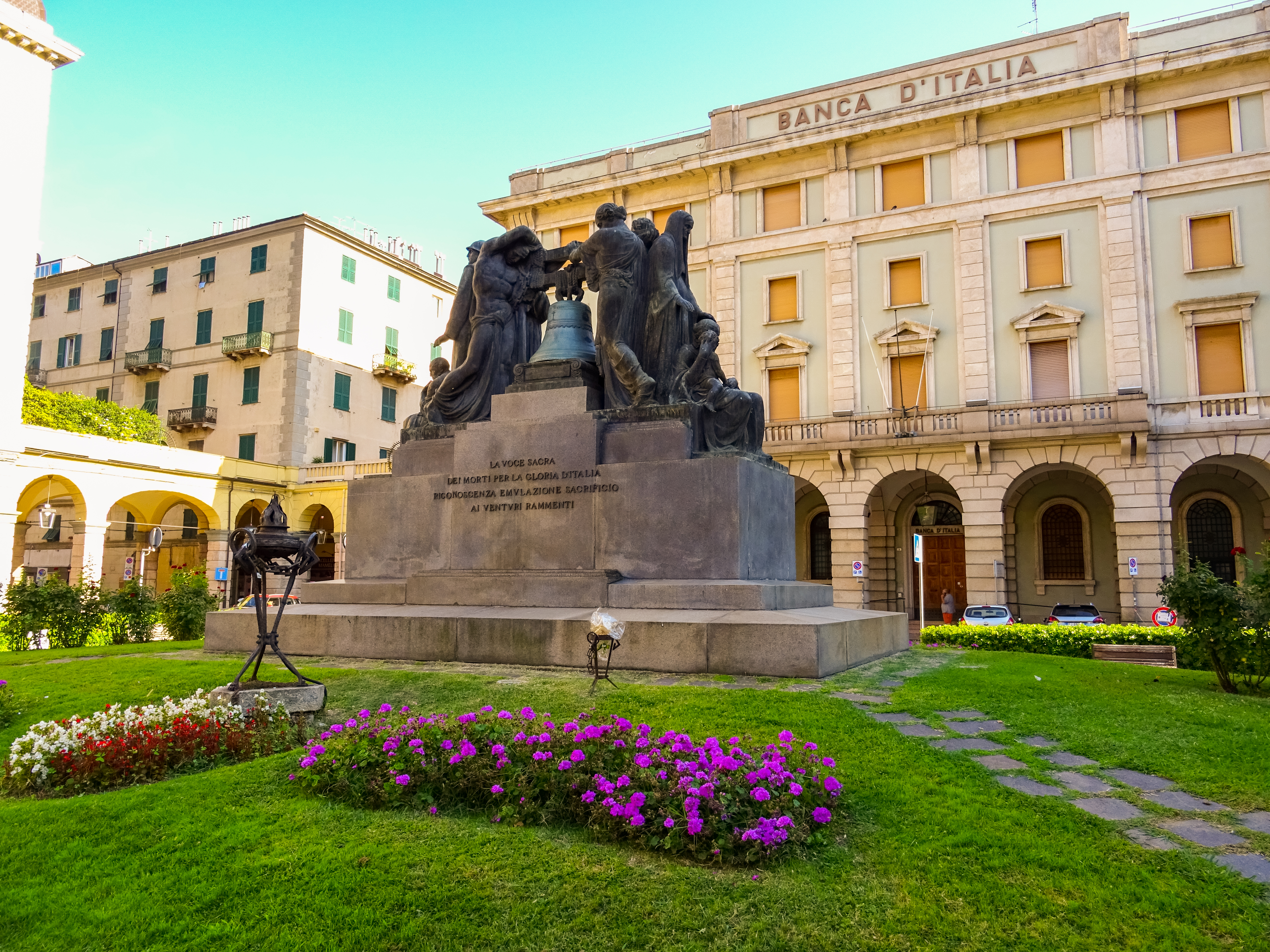
Il monumento nel contesto della piazza

Il monumento, opera dello scultore genovese Luigi Venzano, fu inaugurato il 18 settembre 1927 alla presenza del re Vittorio Emanuele III. L'idea di realizzare un monumento in memoria dei caduti della grande guerra ebbe avvio nel 1922, quando fu costituito un comitato su proposta dell'Associazione nazionale madri e vedove dei caduti in guerra e venne indetto un concorso nazionale al quale vennero presentati ventitre bozzetti. Risultò vincitore il progetto dello scultore sestrese intitolato "Rintocchi e Memorie" e il 4 novembre 1923 fu collocata la prima pietra. Il monumento completato venne posto al centro della piazza nell'estate del 1926, coperto alla vista dei cittadini, in attesa dell'inaugurazione ufficiale alla presenza del re, avvenuta solo un anno dopo.